# Slieve Bloom Mountains
Slieve Bloom Mountains är en bergskedja i republiken Irland.   Den ligger i grevskapet Laois och provinsen Leinster, i den centrala delen av landet, 90 km väster om huvudstaden Dublin.